# Zastava Malavija
Zastava Malavija usvojena je 6. srpnja 1964. godine. Crveno izlazeće sunce predstavlja nadu u oslobođenje čitave Afrike (u to vrijeme afričke države tek su započinjale sa stjecanjem nezavisnosti). Crna linija predstavlja lokalno stanovništvo, crvena krv prolivenu u borbi za slobodu, a zelena prirodu.

## Prijašnja zastava (2010. – 2012.)
Novija inačica zastave usvojena je 29. srpnja 2010. godine nakon promjene kojom se htjelo ujednačiti raspored boja s panafričkom zastavom. Bijelo sunce u zenitu, za razliku od prijašnjeg crvenog na uzlazu, predstavlja gospodarski napredak ostvaren nakon stjecanja nezavisnosti. Iako je sam predsjednik Bingu wa Mutharika odobrio novu zastavu, stranke opozicije se suprotstavljaju promjeni na sudu.

## Povratak stare zastave
Nakon što je 2012. na vlast došao predsjednik Joyce Banda, parlament je odlučio vratiti staru zastavu.